# Бейдер, Харрисон
Харрисон Джозеф Бейдер (англ. Harrison Joseph Bader; 3 июня 1994, Бронксвилл, Нью-Йорк) — американский бейсболист, аутфилдер клуба Главной лиги бейсбола «Нью-Йорк Янкис». Обладатель Золотой ловушки на позиции центрфилдера по итогам 2021 года. На студенческом уровне играл за команду Флоридского университета. На драфте Главной лиги бейсбола 2015 года был выбран в третьем раунде.

## Биография
Харрисон Бейдер родился 3 июня 1994 года в Бронксвилле в штате Нью-Йорк. Он окончил старшую школу имени Ораса Манна, затем поступил во Флоридский университет. В составе «Флориды Гейторс» он отыграл три сезона в турнире NCAA, провёл 170 матчей с показателем отбивания 31,3 %. В 2015 году Бейдер вошёл в состав символической сборной звёзд студенческой Мировой серии. В периоды межсезонья он играл за команды студенческих летних лиг «Лейкшор Чинукс» и «Борн Брэйвз».
На драфте Главной лиги бейсбола 2015 года Бейдер был выбран клубом «Сент-Луис Кардиналс» в третьем раунде под общим 100 номером. Первый полный сезон на профессиональном уровне он провёл в 2016 году, сыграв в 82 матчах за «Спрингфилд Кардиналс» и 49 матчах за «Мемфис Редбердс». Чемпионат 2017 года он также начал в «Редбердс», приняв участие в 97 матчах Лиги Тихоокеанского побережья. Его показатель отбивания составил 29,7 %. В июле Бейдер был вызван в основной состав «Кардиналс» для замены травмированного Декстера Фаулера. До конца сезона он принял участие в 32 матчах, отбивая с показателем 23,5 %, выбив три хоум-рана и набрав десять RBI. В 2018 году Бейдер сыграл в 138 матчах регулярного чемпионата, по ходу сезона закрепившись в роли стартового центрфилдера команды. Он отбивал с показателем 26,6 %, выбил двенадцать хоум-ранов. По метрике DRS, характеризующей игру в защите, он занял четвёртое место среди всех аутфилдеров лиги. В ноябре он вошёл в число трёх финалистов награды Золотая перчатка на позиции центрфилдера.
В сезоне 2019 года Бейдер сыграл за «Кардиналс» 122 матча. Его эффективность игры на бите снизилась до 20,5 %, доля получаемых им страйкаутов составила 28,8 %, худший показатель в команде. В то же время он оставался одним из лучших защитников лиги, второй раз подряд войдя в число финалистов награды Золотая перчатка на позиции центрфилдера. В сокращённом из-за пандемии COVID-19 сезоне 2020 года Бейдер отбивал с эффективностью 22,6 %, показатель получаемых им страйкаутов вырос 32,0 %. В уайлд-кард раунде плей-офф он повторил рекорд лиги, став третьим в истории отбивающим, получившим пять страйкаутов в одном матче на вылет.
В сезоне 2021 года Бейдер отбивал с эффективностью 26,7 % и установил личный рекорд, заработав показатель OPS 78,5 %. По ряду статистических показателей, отражающих игру в защите, он стал лучшим центральным аутфилдером Национальной лиги. По итогам года ему присудили приз Золотая ловушка. В 2022 году Бейдер сыграл за «Кардиналс» в 72 матчах с показателем отбивания 25,6 %. Перед закрытием периода переходов клуб обменял его в «Нью-Йорк Янкис» на питчера Джордана Монтгомери. После перехода он принял участие в 14 играх регулярного чемпионата. Ряд травм, полученных им по ходу сезона, вынудил Бейдера отказаться от приглашения в состав сборной Израиля на игры Мировой бейсбольной классики 2023 года.